# 張雅英 (韓國)
張雅英（韓語：장아영，1989年6月3日—），韓國女演員。

## 演出作品

### 電視劇
- 2005年：SBS《春日》飾演 徐晶恩（少年）
- 2006年：KBS《四捨五入2》飾演 張雅英
- 2008年：KBS《快刀洪吉童》飾演 沈青
- 2009年：KBS《拜託小姐》飾演 江秀雅
- 2010年：MBC《惡作劇之吻》 飾演 洪薔薇
- 2011年：SBS《守護老闆》飾演 楊夏英
- 2014年：TV朝鮮《百年新娘》飾演 李露美

### 電影
- 2014年：《優雅的謊言》

## 外部連結
- NAVER （页面存档备份，存于）